# William Collins (dichter)

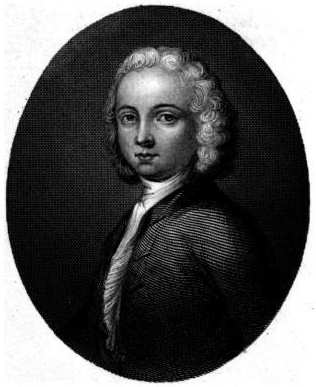
William Collins

William Collins (Chichester, 25 december 1721 – aldaar, 12 juni 1759) was een Engels dichter. Samen met dichters als Thomas Gray en James Thomson gaf hij een aanzet tot het ontstaan van de Romantiek in de Engelse literatuur aan het begin van de 19e eeuw. Hun poëzie keerde zich af van de verstarde vormen van onder meer Alexander Pope uit de voorafgaande periode, die wel bekendstaat als de Neoklassieke periode, de 'Augustan Age' of de 'Age of Reason'. Collins wordt ook gerekend tot de Graveyard poets.
William Collins was de zoon van een hoedenmaker, die ook burgemeester was van Chichester. Hij werd opgeleid aan het Winchester College, waar hij bevriend raakte met Joseph Warton, en aan de Universiteit van Oxford. Al op jeugdige leeftijd begon hij met het schrijven van verzen, al is daar niets van bewaard gebleven.
Op 17-jarige leeftijd schreef hij Persian Eclogues, waarmee hij bekendheid verwierf. Het werd echter pas in 1742 uitgegeven. Zelf sprak hij later minachtend over dit werk. In 1757 werd het opnieuw uitgegeven onder de titel Oriental Eclogues.
In 1739 stuurde hij gedichten in naar het Gentleman's Magazine, die de aandacht trokken van de schrijver en literatuurcriticus Samuel Johnson, die later een biografie over Collins zou schrijven.
In 1744 verhuisde Collins naar Londen om daar zijn schrijverschap voort te zetten. Zijn hoofdwerk, Odes on Several Descriptive and Allegorical Subjects , verscheen in 1747. Toen zijn goede vriend James Thomson in 1748 overleed, herdacht hij hem in zijn Ode on the death of Mr. Thomson.
Collins was een melancholiek man, fysiek en mentaal niet goed tegen het leven opgewassen. Hij viel regelmatig ten prooi aan wanhoop, enerzijds door financiële tegenslagen, anderzijds door het feit dat zijn gedichten niet altijd goed werden ontvangen. Pas na zijn dood werd hij erkend als een van de grootste lyrische dichters van de eeuw. Zijn oeuvre was klein, maar veelbelovend.
Collins bracht zijn laatste jaren door in zijn geboorteplaats Chichester, waar hij, fysiek en mentaal uitgeput, op 37-jarige leeftijd overleed.

## Overzicht
- Persian Eclogues (1742)
- Odes on Several Descriptive and Allegorical Subjects (1746)
- Ode on the Death of Thomson (1749)
- Ode on the Popular Superstitions of the Highlands (1750)